# Girls Band Cry
Girls Band Cry (ガールズバンドクライ Gāruzu Bando Kurai?) es una serie de televisión de anime japonesa original creada y producida por Toei Animation. La serie forma parte de un proyecto multimedia que comenzó en 2023 en colaboración con Agehasprings y Universal Music Japan, centrado en la música. Se emitió de abril a junio de 2024. Se está desarrollando un juego para móviles.

## Sinopsis
Nina Iseri, que tiene lugar en Kawasaki, prefectura de Kanagawa, abandona la escuela secundaria y se muda a la ciudad para demostrar que puede vivir sola y tener éxito. Luego conoce a Momoka Kawaragi, y los dos se dan cuenta de sus puntos en común y comparten el amor por la música. Junto con otros desertores, las chicas forman una banda como una vía para dejar salir sus emociones crudas, mientras enfrentan dificultades con sus luchas internas y ser nuevas en la escena musical.

## Personajes

### Togenashi Togeari
Togenashi Togeari es la banda central del anime, formada principalmente por desertores de la escuela secundaria. Antes de la formación de la banda, cada miembro formaba parte de dos bandas, con Nina, Momoka y Subaru actuando bajo el nombre de Shin-Kawasaki, y Tomo y Rupa actuando como Beni-Shouga.
Nina Iseri (井芹仁菜 Iseri Nina?)
 Seiyū: Rina
La protagonista principal de la serie y vocalista principal de Togenashi Togeari, oriunda de Kumamoto, abandonó su ciudad natal y su tensa vida pasada para comenzar de nuevo. No se lleva bien con su padre y abandonó la escuela secundaria debido al acoso escolar. Inicialmente se mudó a Tokio con el objetivo de estudiar en una escuela de refuerzo e ingresar a la universidad, pero finalmente se centró en Togenashi Togeari. Es una gran fan de la banda Diamond Dust y sintió que sus canciones la ayudaron en los momentos difíciles de su vida. En el material promocional, se la ve con una guitarra eléctrica Butterscotch Blonde G&L Asat Classic, una guitarra basada en el diseño de la Fender Telecaster, que toca como guitarrista rítmica de la banda en el final.
Momoka Kawaragi (河原木桃香 Kawaragi Momoka?)
 Seiyū: Yuri
La guitarrista principal y líder de Togenashi Togeari, originaria de Asahikawa, fue miembro de Diamond Dust antes de dejar la banda por diferencias creativas, una decisión de la que se arrepiente a pesar de no guardarle rencor a sus antiguas compañeras. Posteriormente, actuó como solista y planeó retirarse antes de conocer a Nina y sentirse revitalizada por su determinación. Toca una guitarra eléctrica Costa Azul Metallic Psychederhythm Psychomaster, un clon de la Fender Jazzmaster de fabricación japonesa.
Subaru Awa (安和すばる Awa Subaru?)
 Seiyū: Mirei
La baterista de Togenashi Togeari, originaria de Kobe, asiste a la escuela de actuación para seguir los pasos de su abuela, a pesar de no mostrar interés por la actuación y desea seguir su propio camino en la música. Toca una batería Charcoal Metallic Pearl Roadshow.
Tomo Ebizuka (海老塚智 Ebizuka Tomo?)
 Seiyū: Natsu
La teclista de Togenashi Togeari, originaria de Sendai, huyó de casa tras sufrir abandono parental y sueña con actuar en el Budokan. Su tendencia a dar críticas bruscas debido a su talento para el teclado y a esperar el mismo nivel de destreza de sus compañeras de banda también provocó la separación de la antigua banda de Rupa y ella antes del anime. Toca un piano digital Nord Electro 6HP de 73 teclas.
Rupa (ルパ?)
 Seiyū: Syuri
La bajista de Togenashi Togeari, quien perdió a sus padres y sufre discriminación debido a su ascendencia sudasiática. Al igual que Tomo, sueña con actuar en el Budokan. Toca un bajo Gibson SG Standard de ébano.

### Diamond Dust
Diamond Dust es una banda de idols que Nina idolatra y de la que Momoka fue miembro, comenzando como una banda escolar antes de abandonar los estudios y firmar con un sello importante.
Hina (ヒナ?)
 Seiyū: Reina Kondō
Ella es la vocalista principal y guitarrista rítmica de Diamond Dust tras la salida de Momoka, y antigua amiga de Nina. Toca una guitarra eléctrica Fernandes NTG-LTD morada transparente.
Nana (ナナ?)
 Seiyū: Misato Matsuoka
La bajista de Diamond Dust que toca un bajo Ibanez Premium SR1605B Caribbean Shoreline Flat.
Rin (リン?)
 Seiyū: Yuki Urushiyama
La guitarrista principal de Diamond Dust que toca una guitarra eléctrica ESP Horizon-I color Deep Candy Apple Red.
Ai (アイ?)
 Seiyū: Momoko Miyashiro
La baterista de Diamond Dust que toca una batería Masters Maple de color Natural Cherry Pearl.

### Familia de Iseri
Muneo Iseri (井芹 宗男 Iseri Muneo?)
 Seiyū: Haruo Yamagishi
Es el padre de Nina, asesor del consejo educativo de Kumamoto. Antes de los acontecimientos del anime, Muneo y Nina mantenían una relación distante. Muneo tenía dificultades para comprender a su hija, a pesar de haber publicado un libro sobre crianza.
Yasue Iseri (井芹 靖恵 Iseri Yasue?)
 Seiyū: Sachiko Kojima
Ella es la madre de Nina.
Suzune Iseri (井芹 涼音 Iseri Suzune?)
 Seiyū: Sakura Ando
Ella es la hermana mayor de Nina.

### Otros personajes
Tendou Awa (安和 天童 Awa Tendō?)
 Seiyū: Naoko Kouda
Ella es la abuela de Subaru, que es una actriz prolífica.
Hayashi (林?)
 Seiyū: Hiroaki Hirata
El gerente de la casa en vivo de Tokio Shin-Kawasaki actuó en.
Mine (ミネ?)
 Seiyū: Miyuki Sawashiro
Un músico independiente con el que Momoka idolatra y es amiga.
Shiomi Miura (三浦 潮海 Miura Shiomi?)
 Seiyū: Ai Furihata
Es una cazatalentos afiliada a Golden Archer que es fan del Diamond Dust original y ofrece sus conexiones a Togenashi Togeari para vincularse con un sello para lograr una mayor popularidad.

## Producción y lanzamiento
Girls Band Cry fue animada por Toei Animation. Está dirigida por Kazuo Sakai y escrito por Jukki Hanada, con Nari Teshima diseñando los personajes, Mari Kondō y Jae Hoon Jung como directores de CGI y Kenji Tamai componiendo la música. Se emitió del 6 de abril al 29 de junio de 2024 en Tokyo MX y otras cadenas. Crunchyroll transmitió la serie fuera de Asia Oriental el 6 de noviembre.
En 2021, Toei Animation, Agehasprings y Universal Music Japan anunciaron que iniciarían un nuevo proyecto que combinaría la animación con la actividad real de la banda. Ese mismo año, Agehasprings, con la ayuda de Toei Animation y Universal Music Japan, realizó una audición llamada "Girl's Rock Audition" para la vocalista, guitarrista, bajista, baterista y tecladista de la banda exclusivamente femenina que sería el núcleo del proyecto.